# Protarchus mellipes
Protarchus mellipes là một loài tò vò trong họ Ichneumonidae.